# 亨特博物馆和美术馆

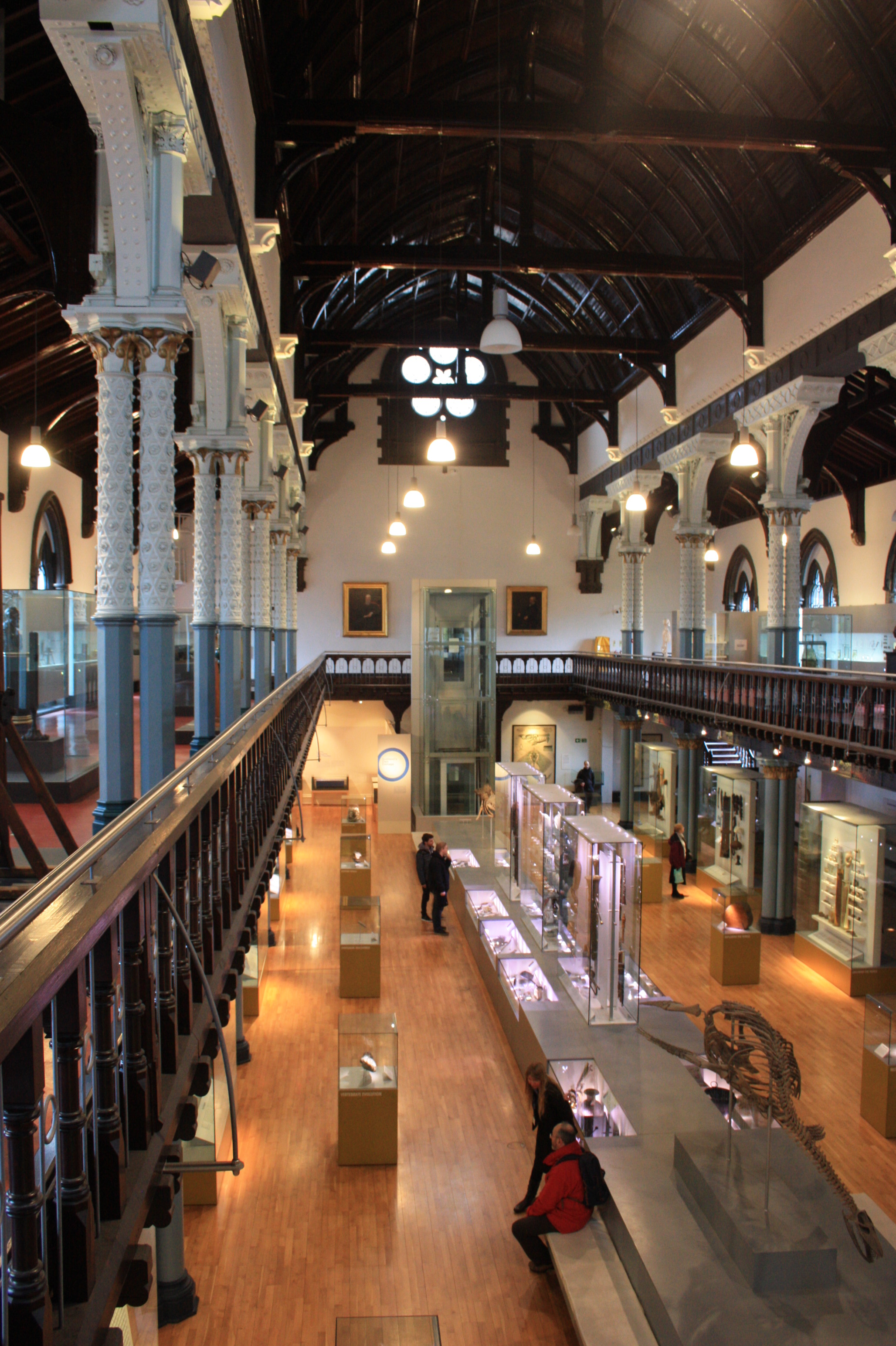
亨特博物館

亨特博物館和美术馆（The Hunterian）是英國蘇格蘭格拉斯哥的一座博物館综合体，由格拉斯哥大學所有，1807年建立，名称来自威廉·亨特，是苏格兰最古老的博物馆。博物館包括了亨特博物館（Hunterian Museum）、亨特美術館（Hunterian Art Gallery）、麦金托什之家（The Mackintosh House）、動物學博物館和解剖學博物館。博物館和格拉斯哥大學的主校區都位於格拉斯哥市區的西部。

## 外部連結
- 官方网站